# Anthology (Pooh)
Anthology è la quinta raccolta dei Pooh uscita nel 1985. Si tratta di una collezione composta da quattro dischi in vinile, cui corrispondono le quattro precedenti raccolte, con le relative canzoni in successione parzialmente differente.
Nel box è presente un picture disc contenente: "Another Life" (versione inglese di Se nasco un'altra volta pubblicata per la prima volta) e In altre parole (già pubblicata nella versione CD dell'album Asia non Asia, ma non su vinile).
Completa la confezione un libretto fotografico con scatti inediti del gruppo.

## Disco 1
I Pooh 1971-1974
1. Tanta voglia di lei (Facchinetti-Negrini) - 4'50"
2. Per te qualcosa ancora (Facchinetti-Negrini) - 4'22"
3. Pensiero (Facchinetti-Negrini) - 4'00"
4. Nascerò con te (Facchinetti-Negrini) - 4'26"
5. Io e te per altri giorni (Facchinetti-Negrini) - 4'49"
6. Cosa si può dire di te (Facchinetti-Negrini) - 4'08"
7. Infiniti noi (Facchinetti-Negrini) - 6'17"
8. Quando una lei va via (Facchinetti-Negrini) - 3'13"
9. Noi due nel mondo e nell'anima (Facchinetti-Negrini) - 3'31"
10. Se sai, se puoi, se vuoi (Facchinetti-Negrini) - 4'50"
11. E vorrei (Facchinetti-Negrini) - 4'58"
12. The Suitcase (Tutto alle tre) (Facchinetti-Negrini) - 2'54"

## Disco 2
I Pooh 1975-1978
1. Linda (Facchinetti-Negrini) - 3'41"
2. La gabbia (strumentale) (Facchinetti) - 4'10"
3. Pierre (Facchinetti-Negrini) - 4'12"
4. Eleonora mia madre (Facchinetti-D'Orazio) - 6'22"
5. Ninna nanna (Facchinetti-Negrini) - 3'50"
6. Cara bellissima (Facchinetti-Negrini) - 5'07"
7. Dammi solo un minuto (Facchinetti-Negrini) - 4'34"
8. Donna davvero (Facchinetti-Negrini) - 3'34"
9. Mediterraneo (strumentale) (Facchinetti-Battaglia) - 4'00"
10. Che ne fai di te (Facchinetti-D'Orazio) - 3'29"
11. Risveglio (strumentale) (Facchinetti) - 4'58"
12. È bello riaverti (Facchinetti-Negrini) - 4'12"

## Disco 3
I Pooh 1978-1981
1. L'ultima notte di caccia (Facchinetti-Negrini) - 4'46"
2. Ci penserò domani (Battaglia-Negrini) - 4'23"
3. Caro me stesso mio (Facchinetti-Negrini) - 3'39"
4. Giorno per giorno (Facchinetti-Negrini) - 4'02"
5. Notte a sorpresa (Facchinetti-Negrini) - 3'21"
6. Io sono vivo (Facchinetti-Negrini) - 5'19"
7. Pronto, buongiorno è la sveglia (Facchinetti-D'Orazio) - 4'52"
8. Stagione di vento (Facchinetti-Negrini) - 4'18"
9. Cercami (Facchinetti-Negrini) - 4'02"
10. Sei tua, sei mia ([Battaglia-Negrini) - 4'10"
11. Aria di mezzanotte (Facchinetti-Canzian-D'Orazio) - 4'04"
12. Canterò per te (Battaglia-Negrini) - 3'51"

## Disco 4
I Pooh 1981-1984
1. Chi fermerà la musica (Facchinetti-Negrini) - 4'49"
2. Siamo tutti come noi (Facchinetti-Negrini) - 5'28"
3. Canzone per l'inverno (Facchinetti-Negrini) - 4'40"
4. Hurricane (Facchinetti-Negrini-Randazzo) - 5'18"
5. Tropico del Nord (Facchinetti-D'Orazio) - 4'01"
6. Anni senza fiato (Facchinetti-Negrini) - 5'30"
7. Cara sconosciuta (Facchinetti-Negrini) - 4'40"
8. Lascia che sia (Facchinetti-D'Orazio) - 3'54"
9. Buona Fortuna (Facchinetti-D'Orazio) - 3'47"
10. Cosa dici di me (Facchinetti-Negrini) - 4'56"
11. Non siamo in pericolo (Facchinetti-Negrini) - 3'58"

## Disco 5
1. Another Life (Facchinetti-Negrini, adattamento in inglese Simona Zarrini)
2. In altre parole (Facchinetti-Negrini)

## Formazione
- Roby Facchinetti - voce, pianoforte, tastiera
- Dodi Battaglia - voce, chitarra
- Stefano D'Orazio -voce, batteria, percussioni
- Red Canzian - voce, basso